# STS-54
STS-54 byla mise raketoplánu Endeavour. Celkem se jednalo o 53. misi raketoplánu do vesmíru a 3. pro Endeavour. Cílem letu bylo vynesení satelitu TDRS-F. Astronauté uskutečnili jeden výstup do vesmíru (EVA).

## Posádka
- John Casper (2) – velitel
- Donald R. McMonagle (2) – pilot
- Mario Runco, Jr. (2) – letový specialista 1
- Gregory J. Harbaugh (2) – letový specialista 2
- Susan J. Helmsová (1) – letový specialista 3

V závorkách je uvedený dosavadní počet letů do vesmíru včetně této mise.

## Výstupy do vesmíru (EVA)
- EVA 1: 17. ledna 1993 (4 hodiny, 28 minut) - Harbaugh, Runco